# The Rumjacks
The Rumjacks is een folkpunkband uit Sydney, Australië. De band staat vooral bekend om hun energieke optredens, Keltische invloeden en gebruik van Ierse woorden en uitdrukkingen in liedteksten. Hun bekendste nummer is An Irish Pub Song uit 2011. Dit nummer ging al vrij snel viral en is momenteel (juni 2022) meer dan 80 miljoen keer bekeken op YouTube.

## Geschiedenis
De band is in 2008 opgericht door (inmiddels voormalig) gitarist Will Swan. Hun eerste uitgaven waren de ep's Hung, Drawn & Portered en Sound as a Pound. Al vrij snel daarna kregen ze internationale erkenning van bekende punkbands als U.K. Subs, GBH en Gogol Bordello.
In 2011 brak de band internationaal door met het nummer An Irish Pub Song. In het nummer proberen ze op schertsende wijze duidelijk te maken dat er volgens hen te veel Ierse pubs buiten Ierland zijn. Ze zijn dan ook bang dat het karakter van de pubs en de bijbehorende Ierse cultuur door commercialisatie verloren gaat. Het nummer ging al vrij snel viral en is momenteel (juni 2022) meer dan 80 miljoen keer bekeken op YouTube.
De band maakte uiteindelijk drie albums met de eerste bezetting die bestond uit zanger Frankie McLaughlin, bassist Johnny McKelvey, drummer Anthony Matters, gitarist Gabriel Whitbourne en banjo-/mandoline-/bouzoukispeler Adam Kenny: Gangs of New Holland (2010), Sober and Godless (2015) en Sleeping Rough (2016). In 2016 verliet Matters de band.
In 2016 publiceerde het Amerikaanse Billboard-tijdschrift een artikel over St. Patrick's Day waarin werd vermeld dat An Irish Pub Song op plaats 4 van 25 stond in de categorie Populairste Saint Patrick's Day-nummers op YouTube in de Verenigde Staten. In 2017 was het nummer één plek gezakt, maar in 2018 juist gestegen naar plaats 3. In 2019 stond het nummer wederom op plaats 5.
The Rumjacks is diverse malen op een Europese tournee geweest. Tijdens hun eerste Europese toer, in 2015, traden ze onder meer op op het Jarocinfestival in Polen en Boomtown in het Verenigd Koninkrijk. In 2016 traden ze onder meer op op de festivals Woodstock Polen, Mighty Sounds, Punk Rock Holiday en Lowlands. In maart 2017 ging de band voor het eerst op tournee in de Verenigde Staten en traden ze onder meer op op de festivals Get Shamrocked Festival Launch Party in San Diego en South by Southwest in Austin, Texas. In 2019 gingen ze wederom op tournee door Europa.
Begin 2018 kondigde de band hun vierde album genaamd Saints Preserve Us aan. Voor het album waren ze twee weken lang te gast in de Crono Sound Factory-studio in Milaan. Dit album was het eerste met de nieuwe drummer Pietro Della Sala. Paul McKenzie van The Real McKenzies zong mee op het duet The Foreman O’Rourke en Mike Rivkees op Billy McKinley. Ook stond op het album voor het eerst een nummer waarin de band volledig in het Iers zong, te weten het traditionele Ierse nummer An poc ar buile. Het album werd uitgebracht op 12 oktober 2018. Aan het einde van 2018 toerde de band voor het eerst door Zuidoost-Azië, in het bijzonder Japan, Maleisië en Indonesië.

### Opspraak en nieuwe zanger
In 2012 werd (inmiddels voormalig) zanger Frankie McLaughlin veroordeeld voor drie openlijke geweldplegingen. De band berichtte hier over op hun Facebookpagina. Door het nieuws raakte de band in opspraak en reageerde in 2016 nogmaals op het hele gebeuren.
In april 2020 werd bekendgemaakt dat McLaughlin uit de band was gezet na langdurig vervelend gedrag en bedreigingen jegens de andere bandleden, crewleden en publiek. Hij werd vervangen door Mike Rivkees, die in 2018 ook al meezong op het nummer Billy McKinley. McLaughlin richtte in 2022 een nieuwe folk- en folkpunkband genaamd Liptons Orphan op.

## Discografie

### Albums
| Titel                | Jaar | Label           |
| -------------------- | ---- | --------------- |
| Gangs of New Holland | 2010 | Laughing Outlaw |
| Sober & Godless      | 2015 | Four Four       |
| Sleepin' Rough       | 2016 | Four Four       |
| Saints Preserve Us   | 2018 | Four Four       |
| Hestia               | 2021 | Four Four       |

### Ep's
| Titel                  | Jaar | Label          |
| ---------------------- | ---- | -------------- |
| Hung, Drawn & Portered | 2009 | Shite & Onions |
| Sound as a Pound       | 2009 | Shite & Onions |
| Brass for Gold         | 2022 | Four Four      |

### Live-albums
| Titel                              | Jaar | Label     |
| ---------------------------------- | ---- | --------- |
| Live in London – Acoustic Sessions | 2019 | Four Four |
| Live in Athens                     | 2019 | Four Four |

### Singles
| Titel                             | Jaar | Opmerkingen                             |
| --------------------------------- | ---- | --------------------------------------- |
| I'll Tell Me Ma                   | 2009 | Cover van gelijknamig Iers kinderliedje |
| Uncle Tommy                       | 2010 |                                         |
| An Irish Pub Song                 | 2011 |                                         |
| Crosses for Eyes                  | 2012 |                                         |
| Blows & Unkind Words              | 2014 |                                         |
| Plenty                            | 2014 |                                         |
| Home                              | 2015 |                                         |
| One Summers Day                   | 2015 |                                         |
| A Fistful O’ Roses                | 2016 |                                         |
| Fact’ry Jack                      | 2016 |                                         |
| Patron Saint O’Thieves            | 2016 |                                         |
| Saints Preserve Us                | 2018 |                                         |
| A Smugglers Song                  | 2018 |                                         |
| Billy McKinley                    | 2018 |                                         |
| Cold London Rain                  | 2019 |                                         |
| Sainted Millions                  | 2020 |                                         |
| Hestia                            | 2020 |                                         |
| Light in my Shadow                | 2021 |                                         |
| Rhythm of her Name                | 2021 |                                         |
| One For The Road                  | 2021 |                                         |
| Bloodsoaked in Chorus             | 2021 |                                         |
| Bounding Main                     | 2022 |                                         |
| Kicking Soles                     | 2022 |                                         |
| Whitecaps                         | 2022 |                                         |
| What Was Your Name In The States? | 2022 |                                         |
| Naysayers                         | 2022 |                                         |
| Golden Death                      | 2022 |                                         |
| Motion                            | 2022 |                                         |
| Tell Me What Happened             | 2023 |                                         |